# فتوى وهران

فتوى وهران

فتوى وهران هي جواب شرعي، أو فتوى شرعية إسلامية، كتبها عالم العقيدة الجزائري أبو العباس أحمد بن أبي جمعة المغراوي الوهراني في غرة رجب 910 هـ/8 ديسمبر 1504م لتثبيت أهل مملكة غرناطة ومسلمي تاج قشتالة الذين حولوا قسرًا إلى المسيحية في الفترة الممتدة بين 1500م – 1502م. تنص الفتوى على رفع الحرج والتيسير على المسلمين فيما جاء من أحكام في الشريعة الإسلامية، مما يعطيهم رخصة الالتزام بالمسيحية ظاهريًا والقيام بالأعمال المحظورة في الشريعة الإسلامية، من أجل حماية أنفسهم والبقاء على قيد الحياة.
حظيت الفتوى باهتمام واسع بين المسلمين والموريسكيين (المسلمون الذين تحولوا اسميًا إلى المسيحية وأحفادهم) في إسبانيا، وقد تم تأريخ إحدى ترجمات الجاميادو الباقية في عام 1564، 60 بعد مرور سنوات على الفتوى الأصلية.  وُصفت الفتوى بأنها «الوثيقة اللاهوتية الرئيسية» لفهم ممارسة المسلمين الإسبان بعد الاسترداد حتى طرد الموريسكيين.   صاحب الفتوى هو أحمد بن أبي جمعة، عالم العقيدة السني المالكي.  أطلق العلماء المعاصرون على الفتوى اسم «فتوى وهران» نسبة إلى مسقط رأسه. 
اقتصر تأثير الفتوى على إسبانيا.  خارج شبه الجزيرة الأيبيرية، أيد الرأي السائد متطلبات الشريعة الإسلامية وطالب المسلمين بالهجرة، أو حتى اختيار الشهادة، عندما أصبح التقيد الأرثوذكسي بالدين مستحيلاً.  

## خلفية
كان الإسلام حاضرًا في إسبانيا منذ الفتح الأموي لإسبانيا في القرن الثامن. في بداية القرن الثاني عشر، كان السكان المسلمون في شبه الجزيرة الأيبيرية - يسميه المسلمون «الأندلس» - قُدِّر أن يصل العدد إلى 5.5 مليون، من بينهم العرب والبربر والمتحولون من السكان الأصليين.  في القرون القليلة التالية، مع اندفاع المسيحيين من الشمال في عملية تسمى الاسترداد ، انخفض عدد السكان المسلمين.  في نهاية القرن الخامس عشر، بلغت عملية الاسترداد ذروتها في سقوط غرناطة، وقدر العدد الإجمالي للمسلمين في إسبانيا بما يتراوح بين 500000 و 600000 من إجمالي عدد السكان الإسبان البالغ 7 إلى 8 مليون.  ما يقرب من نصف المسلمين يعيشون في إمارة غرناطة السابقة، آخر دولة إسلامية مستقلة في إسبانيا، والتي تم ضمها إلى تاج قشتالة.  عاش حوالي 20000 مسلم في مناطق أخرى من قشتالة، وعاش معظم الباقين في أراضي تاج أراغون. 

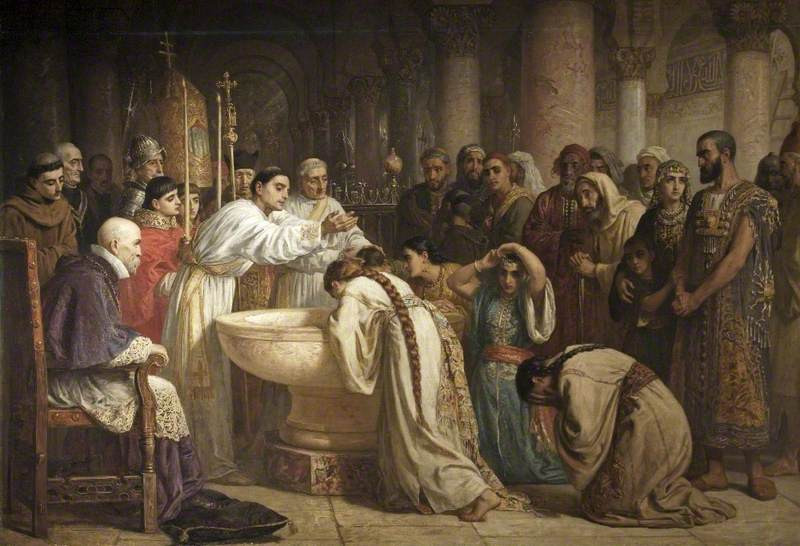
كانت خلفية الفتوى قسراً على اعتناق المسيحية. تصور هذه اللوحة التي تعود إلى عام 1873 المعمودية الجماعية للمسلمين في غرناطة بواسطة الكاردينال سيسنيروس.

قبل اكتمال حرب الاسترداد ، مُنح المسلمون المهزومون عمومًا حرية الدين كشرط لاستسلامهم. على سبيل المثال، ضمنت معاهدة غرناطة، التي حكمت استسلام الإمارة، مجموعة من الحقوق للمسلمين المحتجزين، بما في ذلك التسامح الديني والمعاملة العادلة، مقابل استسلامهم. أدى تزايد حالات التحول القسري إلى سلسلة من التمردات الإسلامية في غرناطة (1499-1501).   تم قمع التمردات، وبعد ذلك لم يعد يُمنح المسلمون في غرناطة الحقوق التي منحتها لهم معاهدة غرناطة.  تم إعطاؤهم خيار البقاء وقبول المعمودية، أو رفض المعمودية والاستعباد أو القتل، أو النفي.  غالبًا ما كان خيار المنفى غير ممكن عمليًا بسبب صعوبة اقتلاع الأسرة والقيام بالرحلة إلى الأراضي الإسلامية في شمال إفريقيا، وعدم القدرة على دفع الرسوم التي تطلبها السلطات من أجل المرور الآمن، والميل العام من قبل السلطات لتثبيط وعرقلة مثل هذا النزوح الجماعي. 
اتخذ بعض المسلمين، وخاصة أولئك الذين يعيشون بالقرب من الساحل الجنوبي، خيار المنفى،  ولكن بالنسبة لمعظمهم، كان التحول العلني إلى المسيحية مع الاستمرار في الاعتقاد وممارسة الإسلام سراً هو الخيار الوحيد المتاح للبقاء كمسلمين.  تحول السكان بشكل جماعي ، وبحلول عام 1501، تحول جميع السكان المسلمين في غرناطة اسميًا إلى المسيحية.   أدى النجاح الواضح للتحولات القسرية في غرناطة إلى سلسلة من المراسيم والإعلانات في عامي 1501 و 1502 والتي وضعت فعليًا المسلمين في أماكن أخرى من قشتالة في نفس المصير.  هؤلاء المتحولين الجدد، جنبًا إلى جنب مع أحفادهم، كانت تعرفهم المصادر الإسبانية بالموريسكيين.  بالإضافة إلى اضطرارهم لقبول المسيحية والتخلي عن العقيدة والطقوس الإسلامية، تم الضغط عليهم أيضًا للتوافق مع الطرق المسيحية، بما في ذلك عن طريق الذهاب إلى الكنيسة، وإرسال أطفالهم لتعليم العقيدة المسيحية، وتناول الطعام والمشروبات يحرمه الشريعة الإسلامية. 

### فتاوى شرعية إسلامية سابقة
قبل فتوى وهران، كان الموقف السائد لعلماء المسلمين هو أن المسلم لا يمكنه البقاء في بلد يجعل الحكام فيه ممارسة الشعائر الدينية أمرًا مستحيلًا.  لذلك، كان واجب المسلم أن يغادر، عندما يكون قادرًا على ذلك.  حتى قبل التحول القسري الممنهج، جادل القادة الدينيون بأن المسلمين في الأراضي المسيحية سيكونون عرضة لضغط مباشر وغير مباشر، ودعوا إلى الهجرة كوسيلة لحماية الدين من التآكل.  وجدير بالذكر أن الباحث الشمال أفريقي المعاصر أحمد الونشريسي، الذي كان يعتبر المرجع الرئيسي في موضوع المسلمين في إسبانيا،  كتب في عام 1491 أن الهجرة من المسيحية إلى بلاد المسلمين كانت إجبارية في جميع الظروف تقريبًا.  علاوة على ذلك، حث الونشريسي على العقاب الشديد للمسلمين الذين بقوا وتوقعوا أنهم سوف يسكنون مؤقتًا في جهنم في الآخرة. 

## تأليف
تعطي الترجمات الباقية للفتوى اسم المؤلف بأشكال مختلفة مختلفة قليلاً. يُعتقد أن جميعهم مشتق من الاسم العربي أحمد بن أبي جمعة المغراوي الوهراني، مع إضافة البعض اسم عبيد الله، والذي قد يكون صيغة تقية تعني «عبد الله الصغير».  نصبة المؤلف - جزء اسمه الذي يدل على منشأه - الوهراني (وهران) يشير إلى مدينة وهران ((بالعربية: وهران) و وهران) في الجزائر الحديثة، ثم جزء من مملكة تلمسان الزيانيد.  وهكذا، غالبًا ما يُشار إلى المؤلف باسم «مفتي وهران» وتسمى الوثيقة «فتوى وهران»، على الرغم من عدم وجود ما يشير إلى أن الفتوى صدرت في وهران أو أن المؤلف يقيم أو كان لها سلطة رسمية في وهران.  حدد ديفين ستيوارت، وهو أكاديمي متخصص في الدراسات الإسلامية، أن المؤلف هو أبو العباس أحمد بن أبي جمعة المغراوي الوهراني (ت. مجهول – د. 1511 في فاس)، وهو فقيه مالكي درس في وهران وتلمسان وربما أصدر الفتوى في فاس عندما كان أستاذًا للشريعة الإسلامية هناك. 
صاغ الوهراني الفتوى استجابة لطلب الرأي القانوني، وبعبارة أخرى، كاستجابة لمقدمي الالتماسات المسلمين الذين يرغبون في معرفة ما إذا كان بإمكانهم الاستمرار في العيش في إسبانيا المسيحية.    لم يذكر اسم صاحب الفتوى.  التاريخ المقبول عمومًا لتكوين الفتوى هو 1 رجب 910 هـ، حيث كان هذا هو التاريخ الذي يظهر في معظم المخطوطات الباقية.  يتوافق هذا اليوم في التقويم الإسلامي مع حوالي 8 ديسمبر 1504.  تمت إضافة مخطوطة واحدة "3 مايو 1563 "بالإضافة إلى 1 رجب 910، والذي كان من الممكن أن يكون خطأً في تحويل التاريخ، لكن كلا من ستيوارت والمؤرخ إل بي هارفي اقترحوا أن تاريخ 1563 ربما كان وقت الترجمة.   مخطوطة أخرى تقول "رجب 909 "، والذي ربما كان خطأ في النسخ. 

## محتوى
وقد أظهر افتتاح الفتوى تعاطفاً مع مسلمي إسبانيا، الذين حافظوا على عقيدتهم على الرغم من المعاناة والمخاطر التي يمثلها ذلك. وقد حث المفتي على الاستمرار في التمسك بدين الإسلام وتوجيهه لأولادهم عند بلوغهم سن الرشد. 
وأكدت الفتوى من جديد التزام المسلمين الإسبان بأداء صلاة الطقوس، وطقوس الصدقة (الزكاة)، وطقوس الوضوء (الغسل)، حتى لو لم يتم أداؤها بالشكل الصحيح.  ووصف وجوب طقوس الصلاة – تؤدى عادة بالوقوف والركوع والسجود والجلوس وفق تسلسل محدد – حتى لو تم القيام به فقط عن طريق حركات طفيفة.  كما أجازت الفتوى ترك الصلاة – تؤدى عادة واجبة خمس مرات في اليوم في الأوقات المحددة – لما منعوا من ذلك، وأمرهم بقضاء الصلوات الفائتة في الليل.  كما قدمت تعليمات لأداء طقوس الوضوء الجاف (التيمم) عندما لا تتوفر المياه النقية، لتحل محل طقوس الوضوء (الوضوء) التي عادة ما تكون مطلوبة قبل أداء الصلاة .  عندما لا يكون التيمم ممكنًا، كان من المقبول القيام بحركات بسيطة للإشارة باليد أو الوجه نحو الأرض النظيفة أو الحجر أو الشجرة. 
سمحت الفتوى للمسلمين ظاهريًا بالمشاركة في الطقوس والعبادة المسيحية، طالما كانوا يعتبرونها داخليًا ممنوعة. عندما كان على المسلمين أن يسجدوا لـ «الأصنام» المسيحية، كان عليهم أن يرغبوا داخليًا في أداء الصلاة الإسلامية، حتى لو لم يكونوا في مواجهة مكة بالفعل، وعندما انجدوا إلى «الأصنام»، كان عليهم أن يركزوا انتباههم على الله.  عندما يُضطرون لارتكاب التجديف، مثل سب محمد، أو قبول المسيح على أنه ابن الله أو مريم زوجة الله، فإن الفتوى أمرتهم بالقيام بذلك، واستخدام «أي حيل» يمكنهم إنكارها معناها كلما أمكن ذلك. على سبيل المثال، اقترحت الفتوى إساءة لفظ اسم محمد، أو نية لعن شخص آخر يحمل اسمًا مشابهًا، عندما يُطلب منهم لعن النبي. 
كما سمحت الفتوى لمسلمي إسبانيا بتناول الخمر ولحم الخنزير وأشياء أخرى تحرمها الشريعة عادة، طالما لم يقصد المسلمون استغلالها ورفضها في قلوبهم.   أكدت الفتوى على جواز زواج المسلم من نصرانية بحجة أن المسلمين والمسيحيين من أهل الكتاب.  كان يجب تجنب زواج المسلمة بالرجل المسيحي إلا بالإكراه، وأثناء قيامه بذلك يجب على المسلمين «الالتزام بشدة بالاعتقاد بتحريم ذلك». 
وفي نهاية الفتوى شجع المؤلف المسلمين على الكتابة إلى المفتي عن أي شيء آخر يشكل صعوبة لهم حتى يتمكن من إبداء مزيد من الفتاوى. لم تذكر الفتوى سرًا أي متلقي محدد، وبدلاً من ذلك حددت الأشخاص الذين وجهت إليهم " الغرباء " (أولئك الذين يعيشون في الخارج) ولكنهم قريبون من الله ". 

## تفاعلات

### التأثير في إسبانيا

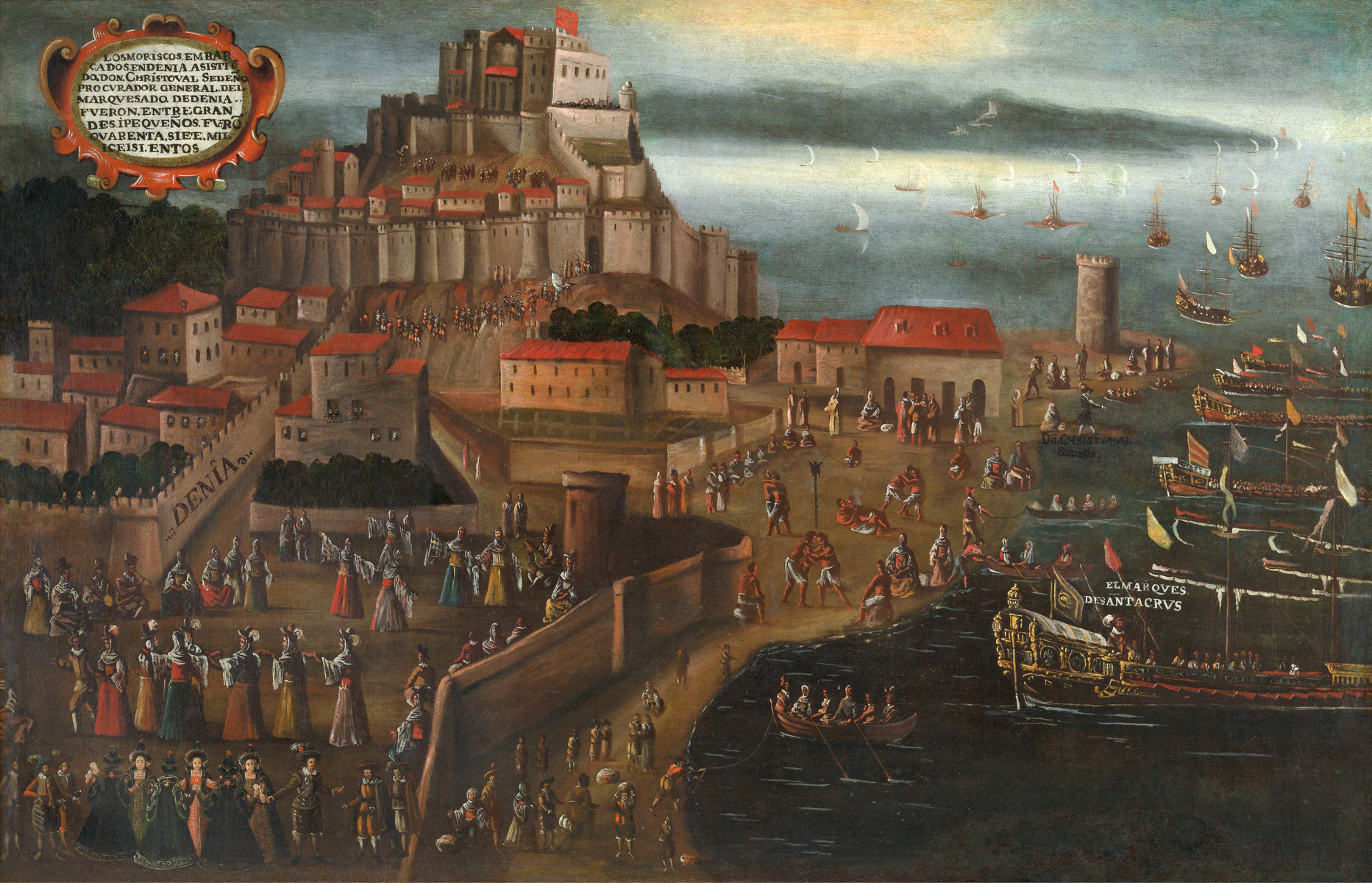
كان للرأي في الفتوى تأثير دائم في مجتمع موريسكو حتى طردهم من إسبانيا في 1609 – 1614، كما هو موضح في الطرد في ميناء دينيا بواسطة فيسنتي موستري، 1613.

بدت الفتوى وكأنها تتمتع بعملات واسعة في المجتمع الإسلامي والموريسكي في مختلف ممالك إسبانيا، حيث تُرجمت ونسخت في أواخر عام 1563 و 1609.   النطاق الجغرافي الكامل للنص غير معروف، لكنه يبدو أنه موجه في الأصل إلى مسلمي (أو الموريسكيين) في قشتالة كرد على تحويلاتهم القسرية في 1500-1502.  بعد أن امتد التحول القسري إلى تاج أراغون في عشرينيات القرن الخامس عشر، من المحتمل أن الفتوى انتشرت هناك أيضًا. 
شكل هذا الرأي أساس الوضع الإسلامي للموريسكيين وممارساتهم لأكثر من قرن، حتى طردهم في 1609-1614.  أدى هذا إلى شكل غير تقليدي للإسلام، حيث كانت النية الداخلية، بدلاً من الملاحظة الخارجية للطقوس والقوانين، هي السمة المميزة للإسلام.  ولدت أجيال من الموريسكيين وماتت في ظل هذا المناخ الديني.  ظهرت الممارسات الدينية الهجينة أو غير المحددة في العديد من نصوص موريسكو.  على سبيل المثال، أعمال الكاتب الموريسكي المعروف باسم «الشاب في أريفالو» المكتوبة ج. وصفت 1530s استخدام المسلمين السريين للعبادة المسيحية كبديل للطقوس الإسلامية المعتادة، على النحو الموصى به في الفتوى. 
اقتصر تأثير الفتوى على إسبانيا.  خارج شبه الجزيرة الأيبيرية، استمر الرأي السائد في التمسك بمتطلبات الشريعة الإسلامية التي لا تنتهي وطالب المسلمين بمغادرة أي بلد، أو حتى اختيار الشهادة، حيث أصبح الالتزام بالدين أمرًا مستحيلًا.  

### التحليل العلمي
شدد علماء التاريخ الإسلامي الأسباني الحديث عل الأهمية التاريخية للفتوى. أطلق عليها هارفي «الوثيقة اللاهوتية الرئيسية» لدراسة الإسلام الإسباني بعد التحول القسري، وهو الوصف الذي كرره ستيوارت.   وصف مؤرخو إسبانيا والمسلمون الغربيون، مرسيدس غارسيا أرينال وفرناندو رودريغيز ميديانو، الفتوى بأنها «مشهورة» ووصفوها بأنها «واحدة من أهم النصوص اللاهوتية للإسلام الإسباني اللاحق».  اعتبرت عالمة الأدب الإسباني ماريا ديل مار روزا رودريغيز أن الفتوى مهمة لأنها وثقت رسميًا «وجود تديانات لا تعتمد على ممارسة الطقوس التقليدية». 
قال هارفي وستيوارت إن الفتوى كانت خروجًا عن الآراء القانونية السابقة بين علماء المسلمين، والتي أكدت عادةً على واجب الهجرة من أي بلد لا يمكن فيه ممارسة الشعائر الدينية المناسبة.   وتجدر الإشارة إلى أن الباحث المالكي الونشريسي، المرجع الحي الرائد في هذه القضية، كان من بين مؤيدي هذا الرأي.  أكد ستيوارت أنه في حين أن نص الفتوى لم يذكر أي معارضة، إلا أنها كانت تهدف إلى توبيخ آراء الونشريسي.  يمكن لمتلقي هذه الفتوى أن يظلوا في مكانهم، متفقين ظاهريًا مع المسيحية ولا يرون أنفسهم على أنهم تخلوا عن عقيدتهم.  الفتوى خاطبت المتلقي باسم «الغرباء»، وهي كلمة تعني «الغرباء» أو «الذين يعيشون في الخارج»، ولكن هذه الكلمة تظهر أيضًا في العديد من الأحاديث (أقوال محمد) وتذكر المعنى الروحي للمسلمين الأبطال. مخلصون لإيمانهم على الرغم من المعاناة الشديدة.   إن التعاطف الذي أبداه المؤلف، وكذلك اعترافه بولاء المسلمين ومعاناتهم، يتناقض مع الرأي السائد مثل رأي الونشريسي الذي رآهم غير موات. 
لم يعتبر هارفي الفتوى بمثابة تخفيف دائم وشامل للشريعة. بدلاً من ذلك، يجب أن يكون مرسل الفتوى ومتلقيها قد رأوا أحكامها كوسيلة مؤقتة في ظل ظروف استثنائية تهدف إلى مساعدة مسلمي إسبانيا خلال الأزمة.  بدأت الفتوى بتأكيد المصطلحات الأرثوذكسية على واجبات جميع المسلمين،  وانتهت بالتعبير عن الأمل في أن يمارس الإسلام مرة أخرى علانية دون محنة ومحن وخوف.  المفتي والعديد من الموريسكيين توقعوا أو كانوا يأملون أن تنتهي الأزمة في وقت ليس ببعيد.  أشارت روزا رودريغيز إلى أن الفتوى نصت على الأمل في أن يتدخل «الأتراك النبلاء» قريبًا وينهي الاضطهاد الديني في إسبانيا، في إشارة إلى قوة الإمبراطورية العثمانية المتنامية في البحر الأبيض المتوسط في ذلك الوقت.  لم يتحقق هذا الأمل، واستمر الاضطهاد الديني في إسبانيا، مما جعل توصيات الفتوى هي الطريقة المعتادة لممارسة الإسلام على مدى أجيال. 
أشار هارفي أيضًا إلى أن الفتوى غطت مجموعة واسعة من الواجبات الدينية الإسلامية، في حين أن الفتوى عادة ما تتناول فقط استفسارًا محددًا في نقطة صعبة من التفاصيل.  كما تناولت الفتوى تحديات عملية محددة يواجهها المسلمون في إسبانيا، مثل الضغط عليهم لعن محمد، وأكل لحم الخنزير، وشرب الخمر، والتزاوج مع المسيحيين. يشير هذا إلى أن المؤلف كان لديه بعض المعرفة بما كانت عليه الحياة في ظل الحكم المسيحي. 

### في الثقافة الشعبية
رواية أمين معلوف «ليو أفريكانوس» عام 1986 تحتوي على نسخة خيالية من الفتوى. في الرواية، عقد المنفيون المسلمون من غرناطة والعلماء المحليون اجتماعات في فاس لتقديم المشورة للمسلمين في غرناطة، الذين أرسلوا رسائل تصف اضطهادهم ومعضلتهم. ووسط اللقاءات شهد بطل الرواية «رجل من وهران» يلقي خطابا مشابها في محتواه لفتوى وهران. 

## المخطوطات الباقية

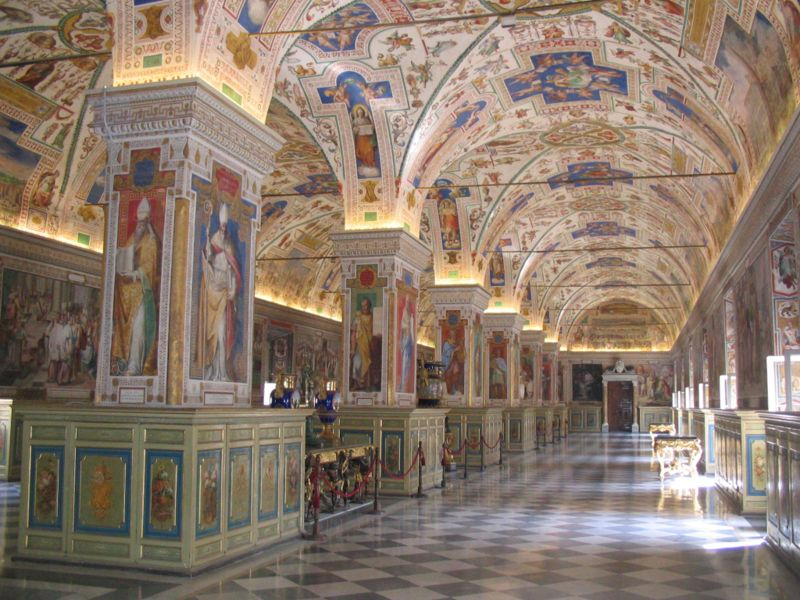
مكتبة الفاتيكان ، التي تضم النسخة العربية الوحيدة الباقية من الفتوى

اعتبارًا من عام 2006، هناك أربع مخطوطات معروفة تحتوي على الفتوى. إحداها نسخة عربية، اكتشفها محمد عبد الله عنان في الفاتيكان عام 1951، وهي محفوظة في مجموعة بورغيانو بمكتبة الفاتيكان.  كانت الثلاثة الأخرى ترجمات إلى الإسبانية مكتوبة بالخط العربي (الجاميادو). احتُجز أحدهم في إيكس إن بروفانس بفرنسا والآخر في مدريد بإسبانيا.  كانت الترجمة الثالثة للجاميادو في مدريد، لكن موقعها غير معروف حاليًا.  
منذ اكتشاف الفتوى، نسخت النصوص أو ترجمت إلى اللغات الإسبانية والإنجليزية والألمانية الحديثة.  المؤرخ ل. ص. يقدم هارفي ترجمة إنجليزية شبه كاملة في كتابه «المسلمون في إسبانيا»، 1500 إلى 1615 .  

### فهرس
- Carr، Matthew (2009). Blood and Faith: The Purging of Muslim Spain. New York: New Press. ISBN:978-1-59558-361-1. مؤرشف من الأصل في 2023-01-24. {{استشهاد بكتاب}}: الوسيط |ref=harv غير صالح (مساعدة)
- Coleman، David (2003). Creating Christian Granada: Society and Religious Culture in an Old-World Frontier City, 1492–1600. إثاكا (نيويورك): Cornell University Press. ISBN:0-8014-4111-0. مؤرشف من الأصل في 2022-12-18. {{استشهاد بكتاب}}: الوسيط |ref=harv غير صالح (مساعدة)
- Dumper، المحرر (2008)، "Oran"، Cities of the Middle East and North Africa، سانتا باربارا (كاليفورنيا): أي بي سي-كليو، ISBN:978-1-57607-920-1
- Garcia-Arenal، Mercedes؛ Rodríguez Mediano، Fernando (2013). The Orient in Spain: Converted Muslims, the Forged Lead Books of Granada, and the Rise of Orientalism. لايدن, The Netherlands: Brill. ISBN:90-04-25029-8. مؤرشف من الأصل في 2022-11-08. {{استشهاد بكتاب}}: الوسيط |ref=harv غير صالح (مساعدة)
- Harvey، L. P. (1992). Islamic Spain, 1250 to 1500. شيكاغو: University of Chicago Press. ISBN:978-0-226-31962-9. مؤرشف من الأصل في 2022-10-09. {{استشهاد بكتاب}}: الوسيط |ref=harv غير صالح (مساعدة)
- Harvey، L. P. (16 مايو 2005). Muslims in Spain, 1500 to 1614. Chicago: University of Chicago Press. ISBN:978-0-226-31963-6. مؤرشف من الأصل في 2022-08-04. {{استشهاد بكتاب}}: الوسيط |ref=harv غير صالح (مساعدة)
- Hendrickson، Jocelyn N (2009). The Islamic Obligation to Emigrate: Al-Wansharīsī's Asnā al-matājir Reconsidered (Ph.D. thesis). جامعة إيموري. مؤرشف من الأصل في 2022-03-30.
- Lea، Henry Charles (1901). The Moriscos of Spain: Their Conversion and Expulsion. فيلادلفيا: Lea Brothers & Company. مؤرشف من الأصل في 2022-06-10. {{استشهاد بكتاب}}: الوسيط |ref=harv غير صالح (مساعدة)
- Maalouf، Amin (1998). Leo Africanus. Chicago: New Amsterdam Books. ISBN:978-1-4616-6331-7. مؤرشف من الأصل في 2022-06-10. {{استشهاد بكتاب}}: الوسيط |ref=harv غير صالح (مساعدة)
- Rosa-Rodríguez، María (2010). "Simulation and Dissimulation: Religious Hybridity in a Morisco Fatwa". Brill. Leiden, The Netherlands. ج. 16 ع. 2: 143–180. DOI:10.1163/138078510X12535199002758. ISSN:1380-7854. {{استشهاد بدورية محكمة}}: الوسيط |ref=harv غير صالح (مساعدة)
- Stewart، Devin (2007). "The Identity of "the Muftī of Oran", Abū l-'Abbās Aḥmad b. Abī Jum'ah al-Maghrāwī al-Wahrānī". Al-Qanṭara. مدريد, Spain. ج. 27 ع. 2: 265–301. DOI:10.3989/alqantara.2006.v27.i2.2. ISSN:1988-2955. {{استشهاد بدورية محكمة}}: الوسيط |ref=harv غير صالح (مساعدة)

## روابط خارجية
- ترجمة شبه كاملة باللغة الإنجليزية للفتوى في Harvey 2005